# Siegesplatz (Minsk)
Der Siegesplatz (belarussisch Плошча Перамогі; Ploschtscha Peramohi) ist ein Platz in der belarussischen Hauptstadt Minsk.
Bis zu seiner Umbenennung im Jahr 1954 hieß der Siegesplatz noch Runder Platz. Im selben Jahr wurde am Platz ein Obelisk mit einer Höhe von 40 Metern errichtet, der an die Gefallenen des Großen Vaterländischen Krieges erinnern soll. Am Fuße des Denkmals sind vier Szenen eingraviert:
- Der Tag des Sieges am 9. Mai 1945
- Die Partisanen von Belarus
- Ehre den gefallenen Helden
- Die Sowjetische Armee während der Jahre des Großen Vaterländischen Krieges.

Am 3. Juli 1961 wurde eine Ewige Flamme am Boden vor dem Denkmal ergänzt.
Unter dem Platz befindet sich innerhalb einer ringförmigen Passage für Fußgänger eine Gedenkhalle, die am 40. Jahrestag des Sieges 1985 eröffnet wurde und in der an einer Wand Gedenktafeln mit den Namen von 566 Personen angebracht sind, die während des Krieges gefallen sind.